# Copa Libertadores 2015
Navigation
Édition précédente Édition suivante
La Copa Libertadores 2015 est la 56e édition de la Copa Libertadores. Le club vainqueur de la compétition est désigné champion d'Amérique du Sud 2015. Le vainqueur représente alors la CONMEBOL lors de la Coupe du monde de football des clubs 2015.

## Participants
Un total de 38 équipes provenant d'un maximum de 11 nations participeront au tournoi. Le tableau des clubs qualifiés est donc le suivant :

## Calendrier
Le calendrier est le suivant (les rencontres se jouent les mercredis mais peuvent aussi l'être les mardis ou jeudis).
| Tour                | Match aller                                   | Match retour                                  |
| ------------------- | --------------------------------------------- | --------------------------------------------- |
| Premier tour        | 4 février                                     | 11 février                                    |
| Deuxième tour       | 18, 25 février 4, 11, 18 mars 8, 15, 22 avril | 18, 25 février 4, 11, 18 mars 8, 15, 22 avril |
| Huitièmes de finale | 29 avril et 6 mai                             | 6 et 13 mai                                   |
| Quart de finale     | 20 mai                                        | 27 mai                                        |
| Demi-finale         | 15 juillet                                    | 22 juillet                                    |
| Finale              | 29 juillet                                    | 5 août                                        |

## Tirage
Au premier tour, les douze équipes sont divisées en deux chapeaux en fonction des résultats des associations dans les Copa Libertadores précédentes.
| Pot 1                                                                | Pot 2                                                                      |
| -------------------------------------------------------------------- | -------------------------------------------------------------------------- |
| Huracán Estudiantes The Strongest Once Caldas Cerro Porteño Nacional | Corinthians Palestino Independiente Morelia Alianza Lima Deportivo Táchira |

Au second tour, les 32 équipes sont dispersées en huit groupes de quatre avec une équipe de chacun des quatre pots. Le tirage est effectué en fonction des places allouées aux associations. Les équipes de la même association des pots 1 et 2 ne peuvent se retrouver dans le même groupe. Les vainqueurs du premier tour, qui n'étaient pas connus au moment du tirage, peuvent être mis dans un groupe avec une équipe de la même association.
| Pot 1                                                                                              | Pot 2                                                                                      | Pot 3 | Pot 4                                                                                |
| -------------------------------------------------------------------------------------------------- | ------------------------------------------------------------------------------------------ | --- | ------------------------------------------------------------------------------------ |
| San Lorenzo River Plate Atlético Mineiro Cruzeiro Atlético Nacional Emelec Sporting Cristal Zamora | Racing Club Boca Juniors São Paulo FC Internacional Santa Fe Barcelona Juan Aurich Mineros | Universitario San José Colo-Colo Universidad de Chile Club Libertad Club Guaraní Danubio Montevideo Wanderers | UANL Atlas Huracán Estudiantes Deportivo Táchira The Strongest Palestino Corinthians |

## Résultats

### Premier tour
Les rencontres aller se jouent le 4 février et les rencontres retour le 11 février.
| Pays | Club              | Aller | Cumulé | Retour | Club          | Pays | Commentaire                                              |
|      | Alianza Lima      | 0-4   | 0-4    | 0-0    | Huracán       |      |                                                          |
|      | Independiente     | 1-0   | 0-4    | 1-4    | Estudiantes   |      |                                                          |
|      | Deportivo Táchira | 2-1   | 4-3    | 2-2    | Cerro Porteño |      |                                                          |
|      | Morelia           | 1-1   | 1-3    | 0-2    | The Strongest |      |                                                          |
|      | Palestino         | 1-0   | 2-2    | 1-2    | Nacional      |      | Palestino se qualifie avec la règle du but à l'extérieur |
|      | Corinthians       | 4-0   | 5-1    | 1-1    | Once Caldas   |      |                                                          |

### Deuxième tour - Phase de groupes
|  | Équipes qualifiées pour les huitièmes de finale |

#### Groupe 1
| Rang | Équipe           | Pts | J | G | N | P | Bp | Bc | Diff |
| ---- | ---------------- | --- | - | - | - | - | -- | -- | ---- |
| 1    | Santa Fe         | 12  | 6 | 4 | 0 | 2 | 10 | 5  | +5   |
| 2    | Atlético Mineiro | 9   | 6 | 3 | 0 | 3 | 5  | 4  | +1   |
| 3    | Colo-Colo        | 9   | 6 | 3 | 0 | 3 | 8  | 9  | -1   |
| 4    | Atlas            | 6   | 6 | 2 | 0 | 4 | 4  | 9  | -5   |

| Résultats (▼dom., ►ext.)                                   |     |     |     |     |
| Colo-Colo                                                  |     | 0-3 | 2-0 | 2-0 |
| Santa Fe                                                   | 3-1 |     | 3-1 | 0-1 |
| Atlas                                                      | 1-3 | 0-1 |     | 1-0 |
| Atlético Mineiro                                           | 2-0 | 2-0 | 0-1 |     |
| - Victoire à domicile - Match nul - Victoire à l'extérieur |     |     |     |     |

#### Groupe 2
| Rang | Équipe       | Pts | J | G | N | P | Bp | Bc | Diff |
| ---- | ------------ | --- | - | - | - | - | -- | -- | ---- |
| 1    | Corinthians  | 13  | 6 | 4 | 1 | 1 | 9  | 3  | +6   |
| 2    | São Paulo FC | 12  | 6 | 4 | 0 | 2 | 9  | 4  | +5   |
| 3    | San Lorenzo  | 7   | 6 | 2 | 1 | 3 | 3  | 4  | -1   |
| 4    | Danubio      | 3   | 6 | 1 | 0 | 5 | 4  | 14 | -10  |

| Résultats (▼dom., ►ext.)                                   |     |     |     |     |
| Corinthians                                                |     | 0-0 | 4-0 | 2-0 |
| San Lorenzo                                                | 0-1 |     | 0-1 | 1-0 |
| Danubio                                                    | 1-2 | 1-2 |     | 1-2 |
| São Paulo FC                                               | 2-0 | 1-0 | 4-0 |     |
| - Victoire à domicile - Match nul - Victoire à l'extérieur |     |     |     |     |

#### Groupe 3
| Rang | Équipe        | Pts | J | G | N | P | Bp | Bc | Diff |
| ---- | ------------- | --- | - | - | - | - | -- | -- | ---- |
| 1    | Cruzeiro      | 11  | 6 | 3 | 2 | 1 | 8  | 3  | +5   |
| 2    | Universitario | 9   | 6 | 2 | 3 | 1 | 4  | 3  | +1   |
| 3    | Huracán       | 7   | 6 | 1 | 4 | 1 | 6  | 7  | -1   |
| 4    | Mineros       | 4   | 6 | 1 | 1 | 4 | 5  | 10 | -5   |

| Résultats (▼dom., ►ext.)                                   |     |     |     |     |
| Cruzeiro                                                   |     | 3-0 | 2-0 | 0-0 |
| Mineros                                                    | 0-2 |     | 0-1 | 3-0 |
| Universitario                                              | 0-0 | 2-0 |     | 0-0 |
| Huracán                                                    | 3-1 | 2-2 | 1-1 |     |
| - Victoire à domicile - Match nul - Victoire à l'extérieur |     |     |     |     |

#### Groupe 4
| Rang | Équipe               | Pts | J | G | N | P | Bp | Bc | Diff |
| ---- | -------------------- | --- | - | - | - | - | -- | -- | ---- |
| 1    | Internacional        | 13  | 6 | 4 | 1 | 1 | 13 | 7  | +6   |
| 2    | Emelec               | 10  | 6 | 3 | 1 | 2 | 9  | 5  | +4   |
| 3    | The Strongest        | 9   | 6 | 3 | 0 | 3 | 10 | 11 | -1   |
| 4    | Universidad de Chile | 3   | 6 | 1 | 0 | 5 | 7  | 16 | -9   |

| Résultats (▼dom., ►ext.)                                   |     |     |     |     |
| The Strongest                                              |     | 1-0 | 5-3 | 3-1 |
| Emelec                                                     | 3-0 |     | 2-0 | 1-1 |
| Universidad de Chile                                       | 3-1 | 0-1 |     | 0-4 |
| Internacional                                              | 1-0 | 3-2 | 3-1 |     |
| - Victoire à domicile - Match nul - Victoire à l'extérieur |     |     |     |     |

#### Groupe 5
| Rang | Équipe               | Pts | J | G | N | P | Bp | Bc | Diff |
| ---- | -------------------- | --- | - | - | - | - | -- | -- | ---- |
| 1    | Boca Juniors         | 18  | 6 | 6 | 0 | 0 | 19 | 2  | +17  |
| 2    | Montevideo Wanderers | 10  | 6 | 3 | 1 | 2 | 9  | 8  | +1   |
| 3    | Palestino            | 7   | 6 | 2 | 1 | 3 | 6  | 6  | 0    |
| 4    | Zamora               | 0   | 6 | 0 | 0 | 6 | 3  | 21 | -18  |

| Résultats (▼dom., ►ext.)                                   |     |     |     |     |
| Boca Juniors                                               |     | 2-1 | 5-0 | 2-0 |
| Montevideo Wanderers                                       | 0-3 |     | 3-2 | 1-0 |
| Zamora                                                     | 1-5 | 0-3 |     | 0-1 |
| Palestino                                                  | 0-2 | 1-1 | 4-0 |     |
| - Victoire à domicile - Match nul - Victoire à l'extérieur |     |     |     |     |

#### Groupe 6
| Rang | Équipe      | Pts | J | G | N | P | Bp | Bc | Diff |
| ---- | ----------- | --- | - | - | - | - | -- | -- | ---- |
| 1    | UANL        | 14  | 6 | 4 | 2 | 0 | 16 | 7  | +9   |
| 2    | River Plate | 7   | 6 | 1 | 4 | 1 | 8  | 7  | +1   |
| 3    | Juan Aurich | 6   | 6 | 1 | 3 | 2 | 9  | 11 | -2   |
| 4    | San José    | 4   | 6 | 1 | 1 | 4 | 3  | 11 | -8   |

| Résultats (▼dom., ►ext.)                                   |     |     |     |     |
| River Plate                                                |     | 1-1 | 3-0 | 1-1 |
| Juan Aurich                                                | 1-1 |     | 2-0 | 4-5 |
| San José                                                   | 2-0 | 1-1 |     | 0-1 |
| UANL                                                       | 2-2 | 3-0 | 4-0 |     |
| - Victoire à domicile - Match nul - Victoire à l'extérieur |     |     |     |     |

#### Groupe 7
| Rang | Équipe            | Pts | J | G | N | P | Bp | Bc | Diff |
| ---- | ----------------- | --- | - | - | - | - | -- | -- | ---- |
| 1    | Atlético Nacional | 11  | 6 | 3 | 2 | 1 | 12 | 7  | +5   |
| 2    | Estudiantes       | 10  | 6 | 3 | 1 | 2 | 7  | 3  | +4   |
| 3    | Club Libertad     | 8   | 6 | 2 | 2 | 2 | 5  | 8  | -3   |
| 4    | Barcelona         | 4   | 6 | 1 | 1 | 4 | 5  | 11 | -6   |

| Résultats (▼dom., ►ext.)                                   |     |     |     |     |
| Atlético Nacional                                          |     | 2-3 | 4-0 | 1-1 |
| Barcelona                                                  | 1-2 |     | 0-1 | 0-2 |
| Club Libertad                                              | 2-2 | 1-1 |     | 1-0 |
| Estudiantes                                                | 0-1 | 3-0 | 1-0 |     |
| - Victoire à domicile - Match nul - Victoire à l'extérieur |     |     |     |     |

#### Groupe 8
| Rang | Équipe            | Pts | J | G | N | P | Bp | Bc | Diff |
| ---- | ----------------- | --- | - | - | - | - | -- | -- | ---- |
| 1    | Racing Club       | 12  | 6 | 4 | 0 | 2 | 15 | 7  | +8   |
| 2    | Club Guaraní      | 9   | 6 | 2 | 3 | 1 | 12 | 10 | +2   |
| 3    | Sporting Cristal  | 7   | 6 | 1 | 4 | 1 | 6  | 7  | -1   |
| 4    | Deportivo Táchira | 3   | 6 | 0 | 3 | 3 | 6  | 15 | -9   |

| Résultats (▼dom., ►ext.)                                   |     |     |     |     |
| Racing Club                                                |     | 4-1 | 1-2 | 3-2 |
| Club Guaraní                                               | 2-0 |     | 2-2 | 5-2 |
| Sporting Cristal                                           | 0-2 | 1-1 |     | 1-1 |
| Deportivo Táchira                                          | 0-5 | 1-1 | 0-0 |     |
| - Victoire à domicile - Match nul - Victoire à l'extérieur |     |     |     |     |

### Phase finale

#### Classement des équipes qualifiées
| 1                                                       | Boca Juniors            | 18 | +17 |
| 2                                                       | UANL                    | 14 | +9  |
| 3                                                       | Internacional           | 13 | +6  |
| 4                                                       | Corinthians             | 13 | +6  |
| 5                                                       | Racing Club             | 12 | +8  |
| 6                                                       | Santa Fe                | 12 | +5  |
| 7                                                       | Atletico Nacional       | 11 | +5  |
| 8                                                       | Cruzeiro                | 11 | +5  |
| 9                                                       | Sao Paulo               | 12 | +5  |
| 10                                                      | Emelec                  | 10 | +4  |
| 11                                                      | Estudiantes de la Plata | 10 | +4  |
| 12                                                      | Montevideo Wanderers    | 10 | +1  |
| 13                                                      | Club Guaraní            | 9  | +2  |
| 14                                                      | Atlético Mineiro        | 9  | +1  |
| 15                                                      | Universitario de Sucre  | 9  | +1  |
| 16                                                      | River Plate             | 7  | +1  |
| Légende: - Vainqueurs de groupe. - Deuxièmes de groupe. |                         |    |     |

#### Tableau final
Les matchs de la phase finale sont à élimination directe. En cas de match nul à la fin du temps réglementaire, une prolongation de deux fois quinze minutes est jouée (une victoire après prolongation est indiquée par (a.p.) dans le tableau). Les règles dites du but en or ou du but en argent ne s'appliquent pas. Si les deux équipes sont toujours à égalité, une séance de tirs au but (t.a.b.) détermine le vainqueur.
|  | Huitièmes de finale     | Huitièmes de finale | Huitièmes de finale |               |   | Quarts de finale | Quarts de finale | Quarts de finale |  |  | Demi-finales | Demi-finales | Demi-finales |  |  | Finale | Finale | Finale |
|  |                         |                     |                     |               |   |                  |                  |                  |  |  |              |              |              |  |  |        |        |        |
|  |                         |                     |                     |               |   |                  |                  |                  |  |  |              |              |              |  |  |        |        |        |
|  |                         |                     |                     |               |   |                  |                  |                  |  |  |              |              |              |  |  |        |        |        |
|  | Boca Juniors (DQ)       | 0                   | 0                   |               |   |                  |                  |                  |  |  |              |              |              |  |  |        |        |        |
|  | Boca Juniors (DQ)       | 0                   | 0                   |               |   |                  |                  |                  |  |  |              |              |              |  |  |        |        |        |
|  | River Plate             | 1                   | 0                   |               |   |                  |                  |                  |  |  |              |              |              |  |  |        |        |        |
|  | River Plate             | 1                   | 0                   | River Plate   | 0 | 3                |                  |                  |  |  |              |              |              |  |  |        |        |        |
|  |                         |                     |                     | River Plate   | 0 | 3                |                  |                  |  |  |              |              |              |  |  |        |        |        |
|  |                         | Cruzeiro            | 1                   | 0             |   |                  |                  |                  |  |  |              |              |              |  |  |        |        |        |
|  | Cruzeiro                | Cruzeiro            | 1                   | 0             | 0 | 1 (4)            |                  |                  |  |  |              |              |              |  |  |        |        |        |
|  | Cruzeiro                |                     |                     |               | 0 | 1 (4)            |                  |                  |  |  |              |              |              |  |  |        |        |        |
|  | Sao Paulo               | 1                   | 0 (3)               |               |   |                  |                  |                  |  |  |              |              |              |  |  |        |        |        |
|  | Sao Paulo               | 1                   | 0 (3)               | Club Guaraní  | 0 | 1                |                  |                  |  |  |              |              |              |  |  |        |        |        |
|  |                         |                     |                     | Club Guaraní  | 0 | 1                |                  |                  |  |  |              |              |              |  |  |        |        |        |
|  |                         | River Plate         | 2                   | 1             |   |                  |                  |                  |  |  |              |              |              |  |  |        |        |        |
|  | Corinthians             | River Plate         | 2                   | 1             | 0 | 0                |                  |                  |  |  |              |              |              |  |  |        |        |        |
|  | Corinthians             |                     |                     |               | 0 | 0                |                  |                  |  |  |              |              |              |  |  |        |        |        |
|  | Club Guaraní            | 2                   | 1                   |               |   |                  |                  |                  |  |  |              |              |              |  |  |        |        |        |
|  | Club Guaraní            | 2                   | 1                   | Club Guaraní  | 1 | 0                |                  |                  |  |  |              |              |              |  |  |        |        |        |
|  |                         |                     |                     | Club Guaraní  | 1 | 0                |                  |                  |  |  |              |              |              |  |  |        |        |        |
|  |                         | Racing Club         | 0                   | 0             |   |                  |                  |                  |  |  |              |              |              |  |  |        |        |        |
|  | Racing Club             | Racing Club         | 0                   | 0             | 1 | 2                |                  |                  |  |  |              |              |              |  |  |        |        |        |
|  | Racing Club             |                     |                     |               | 1 | 2                |                  |                  |  |  |              |              |              |  |  |        |        |        |
|  | Montevideo Wanderers    | 1                   | 1                   |               |   |                  |                  |                  |  |  |              |              |              |  |  |        |        |        |
|  | Montevideo Wanderers    | 1                   | 1                   | River Plate   | 0 | 3                |                  |                  |  |  |              |              |              |  |  |        |        |        |
|  |                         |                     |                     | River Plate   | 0 | 3                |                  |                  |  |  |              |              |              |  |  |        |        |        |
|  |                         | UANL                | 0                   | 0             |   |                  |                  |                  |  |  |              |              |              |  |  |        |        |        |
|  | UANL                    | UANL                | 0                   | 0             | 2 | 1                |                  |                  |  |  |              |              |              |  |  |        |        |        |
|  | UANL                    |                     |                     |               | 2 | 1                |                  |                  |  |  |              |              |              |  |  |        |        |        |
|  | Universitario de Sucre  | 1                   | 1                   |               |   |                  |                  |                  |  |  |              |              |              |  |  |        |        |        |
|  | Universitario de Sucre  | 1                   | 1                   | UANL          | 0 | 2                |                  |                  |  |  |              |              |              |  |  |        |        |        |
|  |                         |                     |                     | UANL          | 0 | 2                |                  |                  |  |  |              |              |              |  |  |        |        |        |
|  |                         | Club Sport Emelec   | 1                   | 0             |   |                  |                  |                  |  |  |              |              |              |  |  |        |        |        |
|  | Atletico Nacional       | Club Sport Emelec   | 1                   | 0             | 0 | 1                |                  |                  |  |  |              |              |              |  |  |        |        |        |
|  | Atletico Nacional       |                     |                     |               | 0 | 1                |                  |                  |  |  |              |              |              |  |  |        |        |        |
|  | Club Sport Emelec       | 2                   | 0                   |               |   |                  |                  |                  |  |  |              |              |              |  |  |        |        |        |
|  | Club Sport Emelec       | 2                   | 0                   | UANL          | 1 | 3                |                  |                  |  |  |              |              |              |  |  |        |        |        |
|  |                         |                     |                     | UANL          | 1 | 3                |                  |                  |  |  |              |              |              |  |  |        |        |        |
|  |                         | Internacional       | 2                   | 1             |   |                  |                  |                  |  |  |              |              |              |  |  |        |        |        |
|  | Internacional           | Internacional       | 2                   | 1             | 2 | 3                |                  |                  |  |  |              |              |              |  |  |        |        |        |
|  | Internacional           |                     |                     |               | 2 | 3                |                  |                  |  |  |              |              |              |  |  |        |        |        |
|  | Atlético Mineiro        | 2                   | 1                   |               |   |                  |                  |                  |  |  |              |              |              |  |  |        |        |        |
|  | Atlético Mineiro        | 2                   | 1                   | Internacional | 0 | 2                |                  |                  |  |  |              |              |              |  |  |        |        |        |
|  |                         |                     |                     | Internacional | 0 | 2                |                  |                  |  |  |              |              |              |  |  |        |        |        |
|  |                         | Santa Fe            | 1                   | 0             |   |                  |                  |                  |  |  |              |              |              |  |  |        |        |        |
|  | Santa Fe                | Santa Fe            | 1                   | 0             | 1 | 2                |                  |                  |  |  |              |              |              |  |  |        |        |        |
|  | Santa Fe                |                     |                     |               | 1 | 2                |                  |                  |  |  |              |              |              |  |  |        |        |        |
|  | Estudiantes de la Plata | 2                   | 0                   |               |   |                  |                  |                  |  |  |              |              |              |  |  |        |        |        |
|  | Estudiantes de la Plata | 2                   | 0                   |               |   |                  |                  |                  |  |  |              |              |              |  |  |        |        |        |

• Note 1 : L'équipe indiquée en première position de chaque match joue le match retour à domicile.
• Note 2 : Dans le cas où deux équipes d'un même pays atteignent les demi-finales, elles devront s'affronter dans la même demi-finale.

#### Huitièmes de finale
| Pays | Club                    | Aller | Cumulé | Retour | Club              | Pays | Commentaire                                                                                     |
|      | River Plate             | 1 - 0 | 1 - 0  | 0 - 0  | Boca Juniors      |      | Le parti a été donné remporté par River Plate en raison de la disqualification de Boca Juniors. |
|      | Sao Paulo               | 1 - 0 | 1 - 1  | 0 - 1  | Cruzeiro          |      | 3-4 aux T.A.B pour Cruzeiro.                                                                    |
|      | Club Guaraní            | 2 - 0 | 3 - 0  | 1 - 0  | Corinthians       |      |                                                                                                 |
|      | Montevideo Wanderers    | 1 - 1 | 2 - 3  | 1 - 2  | Racing Club       |      |                                                                                                 |
|      | Universitario de Sucre  | 1 - 2 | 2 - 3  | 1 - 1  | UANL              |      |                                                                                                 |
|      | Emelec                  | 2 - 0 | 2 - 1  | 0 - 1  | Atletico Nacional |      |                                                                                                 |
|      | Atlético Mineiro        | 2 - 2 | 3 - 5  | 1 - 3  | Internacional     |      |                                                                                                 |
|      | Estudiantes de la Plata | 2 - 1 | 2 - 3  | 0 - 2  | Santa Fe          |      |                                                                                                 |

#### Quarts de finale
| Pays | Club         | Aller | Cumulé | Retour | Club          | Pays | Commentaire |
|      | River Plate  | 0 - 1 | 3 - 1  | 3 - 0  | Cruzeiro      |      |             |
|      | Club Guaraní | 1 - 0 | 1 - 0  | 0 - 0  | Racing Club   |      |             |
|      | Emelec       | 1 - 0 | 1 - 2  | 0 - 2  | UANL          |      |             |
|      | Santa Fe     | 1 - 0 | 1 - 2  | 0 - 2  | Internacional |      |             |

- L'ordre de réception des rencontres est indicatif. L'équipe la mieux classée à l'issue de la phase de groupes reçoit la rencontre de la manche retour.

#### Demi-finales
| Pays | Club          | Aller | Cumulé | Retour | Club         | Pays | Commentaire |
|      | River Plate   | 2 - 0 | 3 - 1  | 1 - 1  | Club Guaraní |      |             |
|      | Internacional | 2 - 1 | 3 - 4  | 1 - 3  | UANL         |      |             |

- L'ordre de réception des rencontres est indicatif. L'équipe la mieux classée à l'issue de la phase de groupes reçoit la rencontre de la manche retour.

#### Finale
La finale se joue en deux rencontres où l'équipe la mieux classée à l'issue de la phase de groupes reçoit lors de la manche retour. Malgré tout, la CONMEBOL a décidé que la manche retour doit se jouer en Amérique du Sud. Ainsi, si une équipe mexicaine est qualifiée pour la finale, elle recevra en première, peu importe son classement. Si, à l'issue de la double confrontation, les deux équipes ne peuvent se départager, alors la règle du but à l'extérieur ne s'applique pas et une période de prolongations de 30 minutes est jouée puis une séance de tirs au but si l'égalité persiste.
| Pays | Club | Aller | Cumulé | Retour | Club        | Pays | Commentaire |
|      | UANL | 0 - 0 | 0 - 3  | 0 - 3  | River Plate |      |             |

- L'ordre de réception des rencontres est indicatif. L'équipe la mieux classée à l'issue de la phase de groupes reçoit la rencontre de la manche retour.

## Meilleurs buteurs
| Rang | Joueur                | Équipe            | Buts |
| ---- | --------------------- | ----------------- | ---- |
| 1    | Gustavo Bou           | Racing            | 8    |
| 2    | Guido Carrillo        | Estudiantes       | 7    |
| 3    | Miler Bolaños         | Emelec            | 6    |
| 3    | Federico Santander    | Club Guaraní      | 6    |
| 5    | Esteban Paredes       | Colo-Colo         | 5    |
| 5    | Valdívia              | Internacional     | 5    |
| 7    | Ramón Ábila           | Huracán           | 4    |
| 7    | Andrés D'Alessandro   | Internacional     | 4    |
| 7    | Elias                 | Corinthians       | 4    |
| 7    | Pablo Daniel Escobar  | The Strongest     | 4    |
| 7    | Enrique Esqueda       | UANL              | 4    |
| 7    | Fernando Fernández    | Guaraní           | 4    |
| 7    | Paolo Guerrero        | Corinthians       | 4    |
| 7    | Joffre Guerrón        | UANL              | 4    |
| 7    | Leandro Damião        | Cruzeiro          | 4    |
| 7    | Diego Milito          | Racing            | 4    |
| 7    | Rodrigo Mora          | River Plate       | 4    |
| 7    | Wilson Morelo         | Santa Fe          | 4    |
| 7    | Carlos Andrés Sánchez | River Plate       | 4    |
| 7    | Rafael Sóbis          | UANL              | 4    |
| 7    | Luis Carlos Ruiz      | Atlético Nacional | 4    |
| 7    | Zamir Valoyes         | Mineros           | 4    |